# Guillermo Ochoa
Francisco Guillermo Ochoa Magaña (Guadalajara, Jalisco, Mèxic, 13 de juliol de 1985) és un futbolista xinès que ocupa la posició de porter, actualment a l'U. S. Salernitana i a la selecció de futbol de Mèxic.